# Луси Лоулес
Луси Лоулес (на английски: Lucy Lawless; рождено име Лусил Франсис Райън; на английски: Lucille Frances Ryan) е новозеландска актриса, певица и активистка, носителка на награда „Сатурн“. Известна е с ролята си на Зина в сериала „Зина – принцесата войн“ и Лукреция (съпругата на Гай Батиат) в сериалите „Спартак: Кръв и пясък“ и „Спартак: Боговете на арената“.
Луси Лоулес е член на Новозеландския Орден за заслуги от 2004 г. заради приноса ѝ към развлекателната индустрия и обществената дейност.

## Биография
Луси Лоулес е родена на 29 март 1968 г. в Монт Албърт, Окланд, Нова Зеландия. Луси е петото от общо седем деца, в семейството на Франк и Джули Райън. Майка ѝ е учителка, а баща ѝ е банкер и кмет на Монт Албърт. Луси показва интерес към актьорството още в гимназията и играе в различни училищни представления и мюзикъли. Когато е на петнадесет години посещава опера във Франция и решава, че иска да се занимава с музика, след което се записва на уроци по пеене.
След като завършва гимназия се записва да следва в Университетът на Окланд. В университета учи опера и чуждестранни езици. Луси прекъсва образованието си само след година и заедно със своята ученическа любов Гарт Лоулес се отправят на пътешествие в Европа и Австралия. В Австралия двамата работят за златодобивна компания. В този период Луси забременява и заедно с Гарт се завръщат в Нова Зеландия.
През 1988 г. сключва брак с Гарт Лоулес. От този брак има една дъщеря на име Дейзи (р. 15 юли 1988 г.). Двойката се развежда през 1995 г. През 1998 г. се омъжва за американския продуцент Робърт Тапърт. Луси и Робърт имат двама сина – Джулиъс (р. 16 октомври 1999 г.) и Джуда (р. 7 май 2002 г.).
През 1989 г. печели конкурса за красота „Мисис Нова Зеландия“. Луси Лоулес владее английски, френски, немски и италиански език.

## Кариера
Дебютът ѝ е през 1987 г. в новозеландския сериал „Funny Business“. Пробивът ѝ е през 1994 г. в телевизионния филм „Херкулес и амазонките“ и с ролята на Зина в сериала от 1995 г. „Херкулес: Легендарните приключения“ – и двете продукции с участието и на Кевин Сорбо. Скоро след това продуцентът Робърт Тапърт създава сериалът „Зина – принцесата войн“ и Лоулес получава главната роля. Сериалът привлича широка аудитория и започва да си съперничи по гледаемост с „Херкулес“, като прави Лоулес много известна.
През 1997 г. прави дебюта си на Бродуей в мюзикъла „Брилянтин“. След приключването на „Зина“ през 2001 г. Лоулес взима участие в редица филми и телевизионни предавания, между които „Досиетата Х“ и малка роля във филма на Сам Рейми – „Спайдър-Мен“ (2002). От 2005 до 2009 г. участва в хитовия сериал „Бойна звезда: Галактика“. От 2010 до 2013 г. участва в сериалите „Спартак: Кръв и пясък“ и „Спартак: Боговете на арената“ – и двата продуцирани от съпругът ѝ. През 2014 и 2015 г. се появява в два епизода на сериала „Агентите на ЩИТ“, а от 2015 до 2018 участва в сериалите „Салем“ и „Аш срещу злите мъртви“.

## Избрана филмография
- „Херкулес и амазонките“ (Тв филм, 1994)
- „Херкулес: Легендарните приключения“ (сериал, 1995 – 1998)
- „Зина: принцесата – войн“ (сериал, 1995 – 2001)
- „Само за снимка“ (сериал, 2001)
- „Досиетата Х“ (сериал, 2001)
- „Спайдър-Мен“ (2002)
- „Европейско пътешествие“ (2004)
- „Колеги гадняри“ (сериал, 2004)
- „Бойна звезда: Галактика“ (сериал, 2005 – 2009)
- „Торбалан“ (2005)
- „Двама мъже и половина“ (сериал, 2005)
- „Кръвожадни прилепи“ (Тв филм, 2005)
- „Вероника Марс“ (сериал, 2006)
- „Извън играта“ (сериал, 2007)
- „От местопрестъплението: Маями“ (сериал, 2008)
- „Приказки за лека нощ“ (2008)
- „Ангел на смъртта“ (2009)
- „Битката на кучките“ (2009)
- „Спартак: Кръв и пясък“ (сериал, 2009 – 2012)
- „Американски татко!“ (анимационен сериал, 2011)
- „Спартак: Боговете на арената“ (сериал, 2011)
- „Паркове и отдих“ (сериал, 2012 – 2014)
- „Агентите на ЩИТ“ (сериал, 2014 – 2015)
- „Аш срещу злите мъртви“ (сериал, 2015 – 2016)
- „Салем“ (сериал, 2015 – 2017)